# Atletismo nos Jogos Olímpicos de Verão de 2012 - Lançamento de dardo feminino
A competição do lançamento de dardo feminino nos Jogos Olímpicos de Verão de 2012 aconteceu nos dias 7 e 9 de agosto no Estádio Olímpico de Londres.
Barbora Špotáková, de República Checa, conquistou o bicampeonato olímpico com a marca de 69,55 metros na final.

## Calendário
Horário local (UTC+1).
| Data        | Horário | Fase         |
| ----------- | ------- | ------------ |
| 7 de agosto | 10:00   | Qualificação |
| 9 de agosto | 21:00   | Final        |

## Medalhistas
| Ouro   | CZE Barbora Špotáková   |
| Prata  | GER Christina Obergföll |
| Bronze | GER Linda Stahl         |

## Recordes
Antes desta competição, os recordes mundiais e olímpicos da prova eram os seguintes:
| Tipo | Atleta            | Marca   | Local     | Data                   |
| ---- | ----------------- | ------- | --------- | ---------------------- |
|      | Barbora Špotáková | 72,28 m | Stuttgart | 13 de setembro de 2008 |
|      | Osleidys Menéndez | 71,53 m | Atenas    | 27 de agosto de 2004   |

## Qualificação
Classificam-se para a final os atletas com marca acima de 62,00 m (Q) ou as 12 melhores marcas (q).
| Pos. | Grupo | Nome                   | CON                 | #1    | #2    | #3    | Marca | Notas                |
| ---- | ----- | ---------------------- | ------------------- | ----- | ----- | ----- | ----- | -------------------- |
| 1    | A     | Barbora Špotáková      | CZE República Checa | 66.19 | –     | –     | 66.19 | Q                    |
| 2    | A     | Christina Obergföll    | GER Alemanha        | 66.14 | –     | –     | 66.14 | Q                    |
| 3    | B     | Sunette Viljoen        | RSA África do Sul   | 65.92 | –     | –     | 65.92 | Q                    |
| 4    | A     | Linda Stahl            | GER Alemanha        | 64.78 | –     | –     | 64.78 | Q,                   |
| 5    | B     | Lu Huihui              | CHN China           | 64.45 | –     | –     | 64.45 | Q                    |
| 6    | A     | Martina Ratej          | SLO Eslovênia       | x     | 63.60 | –     | 63.60 | Q                    |
| 7    | B     | Maria Abakumova        | RUS Rússia          | 63.25 | –     | –     | 63.25 | Q                    |
| 8    | B     | Ásdís Hjálmsdóttir     | ISL Islândia        | 62.77 | –     | –     | 62.77 | Q,                   |
| 9    | B     | Katharina Molitor      | GER Alemanha        | 58.06 | 55.30 | 62.05 | 62.05 | Q                    |
| 10   | A     | Madara Palameika       | LAT Letônia         | 60.62 | 60.50 | 57.91 | 60.62 | q                    |
| 11   | A     | Elizabeth Gleadle      | CAN Canadá          | x     | 59.73 | 60.26 | 60.26 | q                    |
| 12   | B     | Kathryn Mitchell       | AUS Austrália       | 60.11 | 57.80 | 59.84 | 60.11 | q                    |
| 13   | A     | Līna Mūze              | LAT Letônia         | 51.15 | 59.48 | 59.91 | 59.91 |                      |
| 14   | B     | Jarmila Klimešová      | CZE República Checa | 56.76 | 59.90 | x     | 59.90 |                      |
| 15   | A     | Brittany Borman        | USA Estados Unidos  | 54.31 | 56.50 | 59.27 | 59.27 |                      |
| 16   | B     | Yuki Ebihara           | JPN Japão           | 59.25 | 58.03 | 54.17 | 59.25 |                      |
| 17   | A     | Kimberley Mickle       | AUS Austrália       | 59.23 | 57.77 | x     | 59.23 |                      |
| 18   | B     | Indrė Jakubaitytė      | LTU Lituânia        | 54.05 | 56.63 | 59.05 | 59.05 | Recorde da temporada |
| 19   | B     | Vira Rebryk            | UKR Ucrânia         | x     | 58.97 | x     | 58.97 |                      |
| 20   | B     | Sinta Ozoliņa-Kovala   | LAT Letônia         | x     | 58.86 | 51.35 | 58.86 |                      |
| 21   | A     | Laila Ferrer e Silva   | BRA Brasil          | 51.66 | 52.61 | 58.39 | 58.39 |                      |
| 22   | B     | Hanna Hatsko           | UKR Ucrânia         | 58.37 | 56.02 | 55.94 | 58.37 |                      |
| 23   | A     | Zhang Li               | CHN China           | 57.17 | 58.35 | x     | 58.35 |                      |
| 24   | B     | Rachel Yurkovich       | USA Estados Unidos  | 54.20 | x     | 57.92 | 57.92 |                      |
| 25   | A     | Noraida Bicet          | ESP Espanha         | 54.08 | 54.56 | 57.77 | 57.77 |                      |
| 26   | A     | Tatjana Jelača         | SRB Sérvia          | 52.58 | x     | 57.09 | 57.09 |                      |
| 27   | B     | Sávva Líka             | GRE Grécia          | 56.36 | 57.06 | x     | 57.06 |                      |
| 28   | A     | Marharyta Dorozhon     | UKR Ucrânia         | 56.74 | 55.18 | 50.60 | 56.74 |                      |
| 29   | B     | Yainelis Ribeaux       | CUB Cuba            | 53.70 | 56.55 | x     | 56.55 |                      |
| 30   | B     | Li Lingwei             | CHN China           | 55.28 | x     | 56.50 | 56.50 |                      |
| 31   | A     | Kara Patterson         | USA Estados Unidos  | 56.23 | x     | x     | 56.23 |                      |
| 32   | A     | Flor Ruiz              | COL Colômbia        | x     | 54.34 | 52.37 | 54.34 |                      |
| 33   | B     | Maryna Novik           | BLR Bielorrússia    | 51.93 | 50.77 | 54.31 | 54.31 |                      |
| 34   | B     | Leryn Franco           | PAR Paraguai        | 51.45 | x     | 49.72 | 51.45 |                      |
| 35   | B     | Anastasiya Svechnikova | UZB Uzbequistão     | 50.56 | 51.27 | x     | 51.27 |                      |
| 36   | B     | Vanda Juhász           | HUN Hungria         | 49.90 | 50.01 | x     | 50.01 |                      |
| 37   | A     | Elisabeth Eberl        | AUT Áustria         | x     | x     | 49.66 | 49.66 |                      |
| 38   | A     | Kristine Harutyunyan   | ARM Armênia         | 47.65 | x     | x     | 47.65 |                      |
| —    | A     | Yanet Cruz             | CUB Cuba            | x     | x     | x     | NM    |                      |
| —    | A     | Goldie Sayers          | GBR Grã-Bretanha    | x     | x     | x     | NM    |                      |
| —    | B     | Sanni Utriainen        | FIN Finlândia       | x     | x     | x     | NM    |                      |
| —    | A     | Yusbelys Parra         | VEN Venezuela       | —     | —     | —     | —     | DNS                  |

## Final
A final foi disputada em 9 de agosto às 21:00 locais:
| Pos.              | Nome                | CON                 | 1     | 2     | 3     | 4     | 5     | 6     | Marca | Notas                |
| ----------------- | ------------------- | ------------------- | ----- | ----- | ----- | ----- | ----- | ----- | ----- | -------------------- |
| Medalha de ouro   | Barbora Špotáková   | CZE República Checa | 66.90 | 66.88 | 66.24 | 69.55 | x     | x     | 69.55 | Recorde da temporada |
| Medalha de prata  | Christina Obergföll | GER Alemanha        | 65.16 | x     | x     | x     | x     | x     | 65.16 |                      |
| Medalha de bronze | Linda Stahl         | GER Alemanha        | 59.49 | 63.24 | 62.67 | 64.91 | x     | x     | 64.91 | Recorde da temporada |
| 4                 | Sunette Viljoen     | RSA África do Sul   | 64.53 | 62.71 | 57.30 | 57.05 | 60.93 | 62.61 | 64.53 |                      |
| 5                 | Lu Huihui           | CHN China           | 59.97 | 63.28 | 58.58 | 61.26 | 63.70 | 62.19 | 63.70 |                      |
| 6                 | Katharina Molitor   | GER Alemanha        | 62.89 | 58.15 | 58.51 | x     | x     | x     | 62.89 |                      |
| 7                 | Madara Palameika    | LAT Letônia         | 56.47 | 60.73 | x     | 59.32 | x     | 59.22 | 60.73 |                      |
| 8                 | Kathryn Mitchell    | AUS Austrália       | 58.31 | 59.46 | 58.45 | –     | –     | –     | 59.46 |                      |
| 9                 | Ásdís Hjálmsdóttir  | ISL Islândia        | 59.08 | 57.35 | x     | –     | –     | –     | 59.08 |                      |
| 10                | Elizabeth Gleadle   | CAN Canadá          | 57.10 | x     | 58.78 | –     | –     | –     | 58.78 |                      |
| —                 | Maria Abakumova     | RUS Rússia          | x     | 59.34 | 58.70 | –     | –     | –     | 59.34 | DSQ                  |
| —                 | Martina Ratej       | SLO Eslovênia       | x     | 58.89 | 61.62 | x     | 60.11 | 56.90 | 61.62 | DSQ                  |

Legenda
| Recorde mundial      | Recorde mundial (World record)               |                       | Recorde africano                      | Recorde africano (African) |                                           | Q | Classificado por posição (Qualified) |
| Recorde olímpico     | Recorde olímpico (Olympic record)            | Recorde da América    | Recorde da América (Americas)         | q                          | Classificado por melhor tempo (Qualified) |   |                                      |
| Melhor marca do ano  | Melhor marca do ano (World leading)          | Recorde asiático      | Recorde asiático (Asian)              | DNS                        | Não largou (Did not start)                |   |                                      |
| Recorde nacional     | Recorde nacional (National record)           | Recorde europeu       | Recorde europeu (European)            | DNF                        | Não terminou (Did not finish)             |   |                                      |
| Recorde pessoal      | Recorde pessoal do atleta (Personal best)    | Recorde da Oceania    | Recorde da Oceania (Oceania)          | DSQ / DQ                   | Desclassificado (Disqualified)            |   |                                      |
| Recorde da temporada | Recorde da temporada do atleta (Season best) | Recorde sul-americano | Recorde sul-americano (South America) | NM                         | Sem marca (No mark)                       |   |                                      |